# Sandal Castle

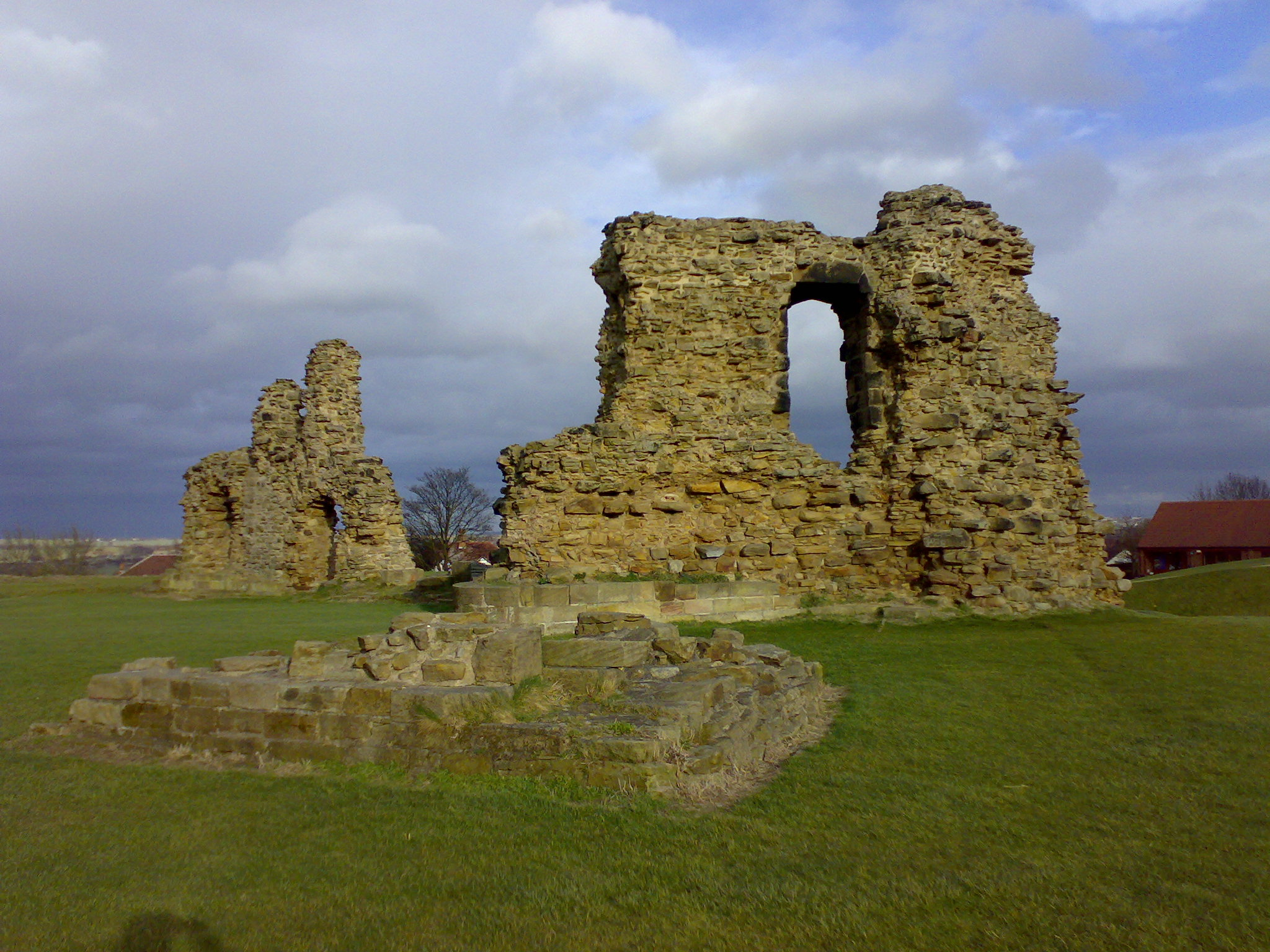
Pozostałości ściany zabudowań zamku

Sandal Castle – zrujnowany średniowieczny zamek w Sandal Magna, dzielnicy miasta Wakefield w West Yorkshire, nad rzeką Calder. Był miejscem, w którym William Szekspir umieścił wstępne sceny jednej ze swych sztuk; zamek znalazł się też w anglojęzycznej dziecięcej rymowance.

## Historia

### Warenne'owie
William de Warenne, 2. earl Surrey (1081–1138) otrzymał posiadłość Sandal w roku 1107. Była to budowla drewniana. Hrabia stanął po stronie Roberta Krótkoudego przeciwko Henrykowi I, za co został skazany na dwuletnią banicję. Odzyskał Wakefield w okresie późniejszym. William de Warenne, 3. earl Surrey (1119–1148) niewiele czasu spędził na zamku Sandal, odpowiedział bowiem na wezwanie na wyprawę krzyżową i uczestniczył w II krucjacie. Miał tylko jedną córkę Isabel (1137–1199), którą wydał za Williama z Blois (syna króla Stefana), który został 4. earlem. Gdy zmarł bezdzietnie w roku 1159, Isabel poślubiła w roku 1164 Hamelina (1129–1202). Przypuszcza się, że to właśnie on wzniósł wczesne normandzkie kamienne fortyfikacje w Conisbrough i zaczął wymieniać drewniane umocnienia zamku Sandal na kamienne.
William de Warenne, 5. earl Surrey (1166–1240) poślubił w roku 1225 Maud Marshal. Był lojalny wobec swego kuzyna, króla Jana i jego nazwisko, jako jednego z czterech możnowładców, znajduje się w zapisie Magna Carta. W 1216 roku zaczął popierać Henryka III. Od jego śmierci w roku 1240 wdowa po nim zawiadywała dobrami w Wakefield aż do czasu gdy osiągnął wiek męski (1252) ich syn John de Warenne, 6, earl Surrey (1231–1304). John pojął za żonę Alice de Lusignan w 1247 roku. W roku 1296 został mianowany przez Edwarda I strażnikiem pogranicza, a w 1298 wziął udział w zwycięskiej bitwie ze Szkotami pod Falkirk.
William de Warrene (1256–1286) zginął podczas turnieju rycerskiego w. Syn jego John de Warenne, 7. earl Surrey (1286–1347) przyszedł na świat w roku śmierci ojca. John poślubił Joan de Bar, ale żył w cudzołóstwie z Maud de Nereford z wioski w pobliżu Castle Acre w Norfolk. Zmarł w roku 1347; prawdopodobnie padł ofiarą czarnej śmierci. Jego synowie John i Thomas wstąpili do Rycerskiego Zakonu Szpitalników w Ziemi Świętej, gdzie zginęli. Wkrótce także zmarła ich matka, a posiadłość została przejęta przez króla Edwarda III.
Warenne'owie posiadali zamki w Lewes i Reigate w hrabstwie Sussex, Castle Acre w Norfolk and Conisbrough w Yorkshire.

### Książęta Yorku
W roku 1347 Edward III nadał zamek Sandal swemu piątemu synowi Edmundowi z Langley, który miał wówczas sześć lat. Jego starszy brat Jan z Gandawy otrzymał zamki w Pontefract i Knaresborough, Edmund otrzymał również zamek Wark w pobliżu Coldstream w hrabstwie Scottish Borders, a w roku 1377 Fotheringhay w Northamptonshire, który to zamek miał stać się jego domem. Przez następne 75 lat rodzina nieczęsto gościła w Sandal, zostawiając opiekę nad zamkiem podwładnym. W 1385 roku Edmund został księciem Yorku, co było nagrodą za wsparcie udzielone Ryszardowi II. Następcą był jego syn, również Edmund, który wojował w Irlandii, a zginął w bitwie pod Azincourt w 1415 roku. Po nim panem zamku był Ryszard Plantagenet, 3. książę Yorku.

### Bitwa pod Wakefield
Na początku 1460 roku, w czasie wojny Dwóch Róż, Ryszard Plantagenet postanowił zawładnąć koroną Anglii. Początkowo traktowano do niechętnie, ale tzw. Akt Zgody − powstały w październiku 1460 roku − czynił go następcą tronu i dawał mu tytuł lorda protektora. W grudniu Ryszard przybył do Sandal Castle, gdzie zamierzał umocnić swą pozycję i policzyć zwolenników Lancastrów. Stał na czele 3-8-tysięcznej armii, ale 30 grudnia, w bitwie pod Wakefield, stanął wobec przeważających sił armii królowej Margaret, która nadciągnęła z pobliskiego Pontefract. Ryszard poniósł klęskę i zginął (wraz ze swym młodszym synem, Edmundem), lecz dwa miesiące później starszy syn Ryszarda, Edward, został królem.

### Ryszard III
Po raz ostatni zamek poczuł dotknięcie królewskiej ręki w 1483 roku, kiedy to ósmy syn Ryszarda (i jego dwunaste dziecko), Ryszard III, postanowił uczynić z niego swą wysuniętą na północ bazę i nakazał dokonanie pewnych napraw. Nie na wiele się to zdało, bowiem Ryszard został zabity w bitwie pod Bosworth w dwa lata później. Od tego czasu zamek był coraz bardziej zaniedbywany, a po zbudowaniu więzienia w Wakefield w latach dziewięćdziesiątych XVI wieku zaczął z wolna popadać w ruinę.

### Wojna domowa
W czasie wojny domowej w Anglii Sandal Castle znajdował się w rękach rojalistów, ale jego kiepski stan nie zezwalał na wykorzystanie w pierwszym okresie walk. Niemniej w roku 1645 był trzykrotnie oblegany przez siły parlamentu.  Butler odnotował:  
Po otrzymaniu zapewnienia, że mogą swobodnie odejść do Welbeck House na północy Nottinghamshire, (rojaliści) poddali zamek o godzinie dziesiątej 1 października 1645 roku. Garnizon składał się z 10 oficerów i 90 żołnierzy, przy czym dwóch określono mianem „starszych”, co mogło oznaczać, że byli zawodowymi wojskowymi, ale nie podoficerami. Poddając się oddali 100 muszkietów, 50 pik, 20 halabard, 150 sztuk broni siecznej i dwie baryłki prochu: żadnych dział nie wymieniono. Na skutek tej kapitulacji w rękach rojalistów w Yorkshire zostały jedynie zamki w Bolton i Skipton, ale Sandal „stawił najbardziej zacięty opór ze wszystkich trzech zamków”, a jego zdobycie wywołało wielką radość w szeregach wojsk parlamentu.
Pod koniec oblężenia zamek zmienił się w zasadzie w ruinę. W rok później parlament zdecydował, że nie będzie odbudowywany.

## Sandal Castle w literaturze
William Szekspir umieścił tu pierwsze sceny sztuki historycznej Henryk VI, część 3 (akt 1, scena 2), opowiadającej o wojnie Dwóch Róż.
Z kolei bitwa pod Wakefield była zaczynem do powstania dziecięcej rymowanki „The Grand Old Duke of York”, która miała ułatwić zapamiętanie barw tęczy.